# Мирноградська міська рада
Мирногра́дська міська́ ра́да — адміністративно-територіальна одиниця та орган місцевого самоврядування у Донецькій області. Адміністративний центр — місто обласного значення Мирноград (до 2016 — Димитров).

## Загальні відомості
- Територія ради: 23 км²
- Населення ради: 50 537 осіб (станом на 1 лютого 2014 року)[1]

## Населені пункти
Міській раді підпорядковані населені пункти:
- м. Мирноград
- с. Світле

## Склад ради
Рада складається з 34 депутатів та голови.
- Голова ради: Брикалов Олександр Леонідович
- Секретар ради:

### Керівний склад попередніх скликань
| ПІБ                           | Основні відомості                                                                            | Дата обрання | Дата звільнення |
| ----------------------------- | -------------------------------------------------------------------------------------------- | ------------ | --------------- |
| Анісімов Юрій Георгійович     | Міський голова, 1951 року народження, позапартійний                                          | 26.03.2006   | 31.10.2010      |
| Требушкін Руслан Валерійович  | Міський голова, 1975 року народження, освіта вища, член Партії регіонів                      | 31.10.2010   | 25.10.2015      |
| Брикалов Олександр Леонідович | Міський голова, 1974 року народження, освіта вища, член політичної партії «Опозиційний блок» | 25.10.2015   |                 |

Примітка: таблиця складена за даними сайту Верховної Ради України та ЦВК

### Депутати VII скликання
За результатами місцевих виборів 2015 року депутатами ради стали:

#### За суб'єктами висування
| Суб'єкт висування                                       | Кількість обраних депутатів | %     |
| ------------------------------------------------------- | --------------------------- | ----- |
| Політична партія «Опозиційний блок»                     | 25                          | 73.53 |
| Партія Блок Петра Порошенка «Солідарність»              | 3                           | 8.82  |
| Політична партія Всеукраїнське об'єднання «Батьківщина» | 2                           | 5.88  |
| Політична партія «Наш край»                             | 2                           | 5.88  |
| Партія «Відродження»                                    | 2                           | 5.88  |

#### За округами
| № округу                                                | Прізвище, ім'я, по батькові       | Дата нар.  | Освіта           | Партійна приналежність                                        | Відомості |
| ------------------------------------------------------- | --------------------------------- | ---------- | ---------------- | ------------------------------------------------------------- | --- |
| Політична Партія «Опозиційний блок»                     |                                   |            |                  |                                                               | |
| пк                                                      | Брикалов Олександр Леонідович     | 18.02.1974 | вища             | член Політичної Партії «Опозиційний блок»                     | Мирноградська міська рада, секретар ради |
| 29                                                      | Мацюк Віктор Миколайович          | 27.02.1976 | загальна середня | безпартійний                                                  | Приватне підприємство «Екобуд-сервіс», директор                                                                                                   |
| 16                                                      | Моргунова Ілона Леонідівна        | 01.07.1975 | вища             | безпартійна                                                   | Дитячий навчальний заклад № 4 «Іскринка», завідувач                                                                                               |
| 3                                                       | Ведющенко Володимир Іванович      | 28.07.1954 | загальна середня | член Політичної Партії «Опозиційний блок»                     | Торговельний комплекс «Лідер», директор |
| 19                                                      | Вострикова Світлана Олександрівна | 26.01.1980 | вища             | безпартійна                                                   | Управління праці та захисту населення Димитровської міської ради, начальник                                                                       |
| 28                                                      | Лямцева Людмила Василівна         | 05.01.1949 | вища             | безпартійна                                                   | Об'єднання співвласників багато-квартирних будинків, голова                                                                                       |
| 20                                                      | Забєля Максим Сергійович          | 28.04.1985 | вища             | безпартійний                                                  | Мирноградська міська газета «Родной город», головний редактор                                                                                     |
| 4                                                       | Біличенко Олександр Анатолійович  | 20.10.1963 | загальна середня | член Політичної Партії «Опозиційний блок»                     | Салон «Мілена», суб'єкт підприємницької діяльності                                                                                                |
| 18                                                      | Келіш Наталія Вікторівна          | 16.05.1970 | вища             | безпартійна                                                   | Приватне акціонерне товариство "ЦЗС «КОМСОЛЬСЬКА», завідувачка хімічної лабораторії                                                               |
| 17                                                      | Кецко Ольга Олександрівна         | 11.07.1985 | вища             | безпартійна                                                   | Мирноградській міський центр соціальних служб для сім'ї дітей та молоді, директор                                                                 |
| 26                                                      | Третяк Наталія Олександрівна      | 27.12.1976 | вища             | член Політичної Партії «Опозиційний блок»                     | Комунальне підприємство «Служба єдиного замовника», директор                                                                                      |
| 1                                                       | Жук Алевтина В'ячеславівна        | 31.05.1966 | вища             | безпартійна                                                   | тимчасово не працює |
| 30                                                      | Лійка Наталія Миколаївна          | 15.08.1960 | вища             | безпартійна                                                   | Міський відділ освіти Мирноградської міської ради, начальник                                                                                      |
| 27                                                      | Шишигіна Лариса Михайлівна        | 03.01.1965 | вища             | безпартійна                                                   | КП «Багатогалузеве об'єднання комунального господарства», провідний економіст                                                                     |
| 34                                                      | Пелюх Сергій Богданович           | 17.07.1966 | загальна середня | безпартійний                                                  | Товариство з обмеженою відповідальністю «ПСБ», директор                                                                                           |
| 32                                                      | Доценко Дмитро Валерійович        | 23.02.1973 | вища             | член Політичної Партії «Опозиційний блок»                     | Відокремлений підрозділ "Шахта «Стаханова» державного підприємства «Красноармій ськвугілля», заступник начальника дільниці «Скіповий комплекс»    |
| 9                                                       | Прокопова Тамара Федорівна        | 28.06.1952 | вища             | безпартійна                                                   | Товариство з обмеженою відповідальністю «Димитроввантажтранс», інженер відділу капітального будівництва                                           |
| 31                                                      | Базилевич Наталія Іванівна        | 12.03.1968 | вища             | безпартійна                                                   | Мирноградський міський центр зайнятості, директор                                                                                                 |
| 11                                                      | Перетятко Ігор Миколайович        | 08.05.1969 | вища             | член Політичної Партії «Опозиційний блок»                     | Мирноградська центральна міська лікарня, лікар |
| 25                                                      | Бабіч Олександр Іванович          | 23.09.1951 | вища             | безпартійний                                                  | пенсіонер |
| 23                                                      | Бігдан Володимир Миколайович      | 21.01.1964 | вища             | член Політичної Партії «Опозиційний блок»                     | Відокремлений підрозділ "Шахта «Стаханова» державного підприємства «Красноармійськ-вугілля», заступник директора                                  |
| 8                                                       | Батир Ганна Олександрівна         | 09.08.1957 | вища             | безпартійна                                                   | Загальноосвітня школа № 9, директор |
| 12                                                      | Шафранов Олег Вікторович          | 19.07.1966 | вища             | член Політичної Партії «Опозиційний блок»                     | Приватний підприємець |
| 24                                                      | Солощенко Костянтин Миколайович   | 07.06.1960 | вища             | член Політичної Партії «Опозиційний блок»                     | Відокремлений підрозділ "Шахта «Стаханова» державного підприємства «Красноармійсьвугілля», заступник директора з охорони праці                    |
| 6                                                       | Чорний Анатолій Сергійович        | 01.06.1984 | вища             | безпартійний                                                  | 10 Військового рятівничого оперативна-рятувального загону, командир взводу                                                                        |
| ПАРТІЯ "БЛОК ПЕТРА ПОРОШЕНКА «СОЛІДАРНІСТЬ»             |                                   |            |                  |                                                               | |
| пк                                                      | Передрій Алла Анатоліївна         | 30.11.1970 | вища             | член ПАРТІЇ "БЛОК ПЕТРА ПОРОШЕНКА «СОЛІДАРНІСТЬ»              | ГУДКСУ у м. Мирноград Донецької області, начальник управління                                                                                     |
| 7                                                       | Ключка В'ячеслав Леонідович       | 04.12.1961 | вища             | безпартійний                                                  | Фірма «Промтехснаб», директор |
| 14                                                      | Романова Світлана Вікторівна      | 29.08.1974 | вища             | член ПАРТІЇ "БЛОК ПЕТРА ПОРОШЕНКА «СОЛІДАРНІСТЬ»              | ТОВ «Мирноградський експериментально-механічний завод», головний бухгалтер                                                                        |
| Партія «Відродження»                                    |                                   |            |                  |                                                               | |
| пк                                                      | Кравченко Дмитро Леонідович       | 16.07.1974 | вища             | член Партії «Відродження»                                     | Товариство з обмеженою відповідальністю «Будресурс», директор                                                                                     |
| 15                                                      | Губанов Юрій Миколайович          | 16.04.1961 | вища             | безпартійний                                                  | ДП «Красноармійсьвугілля» ВП «Шахта Центральна», начальник дільниці                                                                               |
| політична партія Всеукраїнське об'єднання «Батьківщина» |                                   |            |                  |                                                               | |
| пк                                                      | Трифонов Віктор Якович            | 28.02.1956 | загальна середня | член політичної партії Всеукраїнське об'єднання «Батьківщина» | МО НПГУ ДП «Селидіввугілля», голова |
| 33                                                      | Погребняк Олександр Володимирович | 02.02.1965 | загальна середня | член політичної партії Всеукраїнське об'єднання «Батьківщина» | Фізична особа-підприємець |
| Політична партія «Наш край»                             |                                   |            |                  |                                                               | |
| пк                                                      | Гордієнко Дмитро Володимирович    | 04.01.1975 | вища             | член Політичної партії «Наш край»                             | Державне підприємст во «Красноармійськвугілля», головний енергетик                                                                                |
| 5                                                       | Абрамов Олександр Олександрович   | 30.12.1983 | вища             | член Політичної партії «Наш край»                             | Відокремлений підрозділ "Шахта «Стаханова» державного підприємства «Красноармійськвугілля», заступник директора з економічних і фінансових питань |

### Депутати VI скликання
За результатами місцевих виборів 2010 року депутатами ради стали:

#### За суб'єктами висування
| Суб'єкт висування             | Кількість обраних депутатів | %    |
| ----------------------------- | --------------------------- | ---- |
| Партія регіонів               | 35                          | 87,5 |
| Політична партія «Фронт Змін» | 5                           | 12,5 |

#### За округами
| № округу                      | Прізвище, ім'я, по батькові       | Дата визнання обраним | Освіта             | Партійна приналежність              | Відомості про обраного депутата |
| ----------------------------- | --------------------------------- | --------------------- | ------------------ | ----------------------------------- | --- |
| Партія регіонів               |                                   |                       |                    |                                     | |
| б/м                           | Бабіч Олександр Іванович          | 05.11.2010            | вища               | член Партії регіонів                | Димитровська міська рада, заступник міського голови                                                                                           |
| б/м                           | Забєля Максим Сергійович          | 05.11.2010            | вища               | член Партії регіонів                | Димитровська міська газета «Родной город», заступник головного редактора                                                                      |
| б/м                           | Брикалов Олександр Леонідович     | 05.11.2010            | вища               | член Партії регіонів                | ТОВ «Донмет», старший економіст |
| б/м                           | Шайдулліна Оксана Мансурівна      | 05.11.2010            | вища               | член Партії регіонів                | Димитровська центральна міська лікарня, заступник головного лікаря                                                                            |
| б/м                           | Радченко Лілія Анатоліївна        | 05.11.2010            | вища               | член Партії регіонів                | Відокремлений підрозділ «Стандарт» державного підприємства «Красноармійсьвугілля», старший інспектор з кадрів                                 |
| б/м                           | Береза Іраїда Євгенівна           | 05.11.2010            | вища               | член Партії регіонів                | Центральна збагачувальна фабрика «Комсомольська», голова профкому                                                                             |
| б/м                           | Прокопова Тамара Федорівна        | 05.11.2010            | вища               | член Партії регіонів                | Палац спорту «Олімп», директор |
| б/м                           | Кирпиченко Олександр Євгенович    | 05.11.2010            | вища               | член Партії регіонів                | Виробнича одиниця «Димитровтепломережа», директор                                                                                             |
| б/м                           | Тарасова Алла Володимирівна       | 05.11.2010            | вища               | член Партії регіонів                | Дитячий навчальний заклад № 10 «Теремок», завідувач                                                                                           |
| б/м                           | Перетятко Ігор Миколайович        | 05.11.2010            | вища               | член Партії регіонів                | Димитровська центральна міська лікарня, лікар                                                                                                 |
| б/м                           | Кобяков Олексій Вікторович        | 05.11.2010            | середня спеціальна | член Партії регіонів                | фізична особа-підприємець |
| б/м                           | Солощенко Костянтин Миколайович   | 05.11.2010            | вища               | член Партії регіонів                | Відокремлений підрозділ "Шахта «Стаханова» державного підприємства «Красноармійсьвугілля», заступник директора з охорони праці                |
| б/м                           | Шафранов Олег Вікторович          | 12.11.2010            | вища               | член Партії регіонів                | ТОВ «Димитроввантажтранс», головний інженер                                                                                                   |
| б/м                           | Пелюх Сергій Богданович           | 12.11.2010            | середня            | член Партії регіонів                | ТОВ «ПСБ», директор |
| б/м                           | Яценко Руслан Володимирович       | 12.11.2010            | вища               | член Партії регіонів                | Відокремлений підрозділ "Шахта «Стаханова» державного підприємства «Красноармійсьвугілля», начальник зміни з охорони праці                    |
| 1                             | Кішиченко Юрій Олександрович      | 04.11.2010            | вища               | член Партії регіонів                | Відокремлений підрозділ «Шахта Стаханова» державного підприємства «Красноармійськвугілля», начальник дільниці                                 |
| 2                             | Біличенко Олександр Анатолійович  | 04.11.2010            | середня спеціальна | член Партії регіонів                | фізична особа-підприємець |
| 3                             | Ведющенко Володимир Іванович      | 04.11.2010            | середня спеціальна | член Партії регіонів                | Торговельний комплекс «Лідер», директор |
| 4                             | Колесник Ірина Петрівна           | 04.11.2010            | вища               | член Партії регіонів                | Початковий спеціалізований мистецький навчальний заклад музична школа м. Димитров, директор                                                   |
| 5                             | Ключка Юрій В'ячеславович         | 04.11.2010            | вища               | член Партії регіонів                | ТОВ «Асоціація ділового співпрацювання», директор                                                                                             |
| 6                             | Інілєєв Равіль Камільович         | 04.11.2010            | вища               | член Партії регіонів                | Відокремлений підрозділ "Шахта «Центральна» державного підприємства «Красноармійськвугілля», в.о. директора                                   |
| 7                             | Ескін Олександр Семенович         | 04.11.2010            | середня            | член Партії регіонів                | Фірма «Промтехснаб», заступник директора |
| 8                             | Король Антоніна Миколаївна        | 04.11.2010            | вища               | член Партії регіонів                | ТОВ «Димитровський експериментально-механічний завод», директор                                                                               |
| 9                             | Вишнякова Валентина Володимирівна | 04.11.2010            | вища               | член Партії регіонів                | загальноосвітня школа № 5, директор |
| 10                            | Абрамов Євген В'ячеславович       | 04.11.2010            | вища               | член Партії регіонів                | пенсіонер |
| 11                            | Кульба Олена Олександрівна        | 04.11.2010            | вища               | член Партії регіонів                | Центральна збагачувальна фабрика «Комсомольська», провідний економіст                                                                         |
| 12                            | Юрченко Станіслав Леонідович      | 04.11.2010            | вища               | член Партії регіонів                | Димитровська центральна міська лікарня, завідувач травматологічного відділення                                                                |
| 13                            | Батир Ганна Олександрівна         | 04.11.2010            | вища               | член Партії регіонів                | Відділ освіти Димитровської міської ради, начальник                                                                                           |
| 14                            | Бігдан Володимир Миколайович      | 04.11.2010            | вища               | член Партії регіонів                | Відокремлений підрозділ "Шахта «Стаханова» державного підприємства «Красноармійськвугілля», заступник директорра                              |
| 15                            | Ситник Тетяна Анатоліївна         | 04.11.2010            | вища               | позапартійна                        | ТОВ «Димитроввантажтранс», помічник директорра                                                                                                |
| 16                            | Балашов Володимир Юрійович        | 04.11.2010            | вища               | член Партії регіонів                | Красно армійська міська рада, заступник міського голови                                                                                       |
| 17                            | Бігдан Микола Семенович           | 04.11.2010            | вища               | член Партії регіонів                | Відокремлений підрозділ "Шахта «Стаханова» державного підприємства «Красноармійськвугілля», начальник штабу цивільної оборони                 |
| 18                            | Лійка Наталія Миколаївна          | 04.11.2010            | вища               | член Партії регіонів                | загальноосвітня школа № 9, директор |
| 19                            | Доценко Дмитро Валерійович        | 04.11.2010            | вища               | член Партії регіонів                | Відокремлений підрозділ "Шахта «Стаханова» державного підприємства «Красноармійськвугілля», заступник начальника дільниці «Скіповий комплекс» |
| 20                            | Савицький Анатолій Іванович       | 04.11.2010            | вища               | член Партії регіонів                | Відокремлений підрозділ "Шахта «Димитрова» державного підприємства «Красноармійськвугілля», в.о. директорра                                   |
| Політична партія «Фронт Змін» |                                   |                       |                    |                                     | |
| б/м                           | Ревва Лариса Миколаївна           | 04.11.2010            | вища               | позапартійна                        | Димитровський міський виконавчий комітет, в.о. міського голови                                                                                |
| б/м                           | Малишева Марія Леонідівна         | 04.11.2010            | вища               | член Політичної партії «Фронт Змін» | ПП туристичне агентство «Еліт-Тур», директор                                                                                                  |
| б/м                           | Міннікаєва Злата Анатолівна       | 04.11.2010            | вища               | член Політичної партії «Фронт Змін» | Дитячий садок «Радуга» шахти «Стаханова», вихователь                                                                                          |
| б/м                           | Каліннікова Тамара Василівна      | 04.11.2010            | середня            | член Політичної партії «Фронт Змін» | ПП туриститчне агентство «Еліт-Тур», заступник директора                                                                                      |
| б/м                           | Трифонов Віктор Якович            | 04.11.2010            | середня            | член Політичної партії «Фронт Змін» | Місцева організація НПГУ ДП «Селідоввугілля», голова                                                                                          |